# Copa del Generalíssim de futbol 1940-41
La Copa del Generalíssim de futbol 1941 va ser la 37ena edició de la Copa d'Espanya.

## Primera eliminatòria
23 i 30 de març.
| Equip 1             | Global | Equip 2          | Anada | Tornada |
| ------------------- | ------ | ---------------- | ----- | ------- |
| Santander           | 1-6    | Racing de Ferrol | 1-1   | 0-5     |
| Arenas de Getxo     | 3-15   | Barakaldo CF     | 1-4   | 2-11    |
| Stadium Avilesino   | 1-19   | Gijón            | 1-6   | 0-13    |
| Real Unión de Irún  | 4-9    | CA Osasuna       | 2-1   | 2-8     |
| UD Salamanca        | 2-5    | Reial Valladolid | 1-3   | 1-2     |
| CF Badalona         | 1-3    | Girona FC        | 1-1   | 0-2     |
| Llevant UE          | 4-2    | CE Sabadell      | 3-1   | 1-1     |
| Córdoba CF          | 2-5    | Cartagena        | 2-2   | 0-3     |
| Jerez               | 2-3    | CD Malacitano    | 1-0   | 1-3     |
| Real Betis Balompié | 3-3    | Cadis CF         | 1-2   | 2-1     |

- Desempat

| Equip 1             | Marcador | Equip 2  |
| ------------------- | -------- | -------- |
| Real Betis Balompié | 5-1      | Cadis CF |

## Segona eliminatòria
6 i 13 d'abril.
| Equip 1                  | Global | Equip 2             | Anada | Tornada |
| ------------------------ | ------ | ------------------- | ----- | ------- |
| Reial Valladolid         | 7-2    | Racing de Ferrol    | 5-0   | 2-2     |
| Langreano                | 0-7    | Gijón               | 0-4   | 0-3     |
| Deportivo Alavés         | 3-5    | Barakaldo CF        | 1-1   | 2-4     |
| CA Osasuna               | 1-6    | Llevant UE          | 1-1   | 0-5     |
| Elx CF                   | 1-3    | Cartagena           | 1-1   | 0-2     |
| Club Esportiu Constància | 2-4    | Girona FC           | 1-0   | 1-4     |
| AD Ferroviaria           | 1-10   | CD Malacitano       | 1-4   | 0-6     |
| SD Ceuta                 | 3-4    | Real Betis Balompié | 2-1   | 1-3     |

## Tercera eliminatòria
20 i 27 d'abril.
| Equip 1                | Global | Equip 2          | Anada | Tornada |
| ---------------------- | ------ | ---------------- | ----- | ------- |
| Girona FC              | 3-7    | RCD Espanyol     | 1-1   | 2-6     |
| CE Castelló            | 7-4    | Hèrcules CF      | 5-2   | 2-2     |
| Cartagena              | 3-5    | Reial Múrcia     | 1-3   | 2-2     |
| Llevant UE             | 9-4    | Reial Saragossa  | 5-3   | 4-1     |
| Deportivo de la Coruña | 2-11   | Celta de Vigo    | 2-3   | 0-8     |
| Gijón                  | 3-7    | Real Oviedo      | 1-4   | 2-3     |
| Barakaldo CF           | 3-4    | Reial Valladolid | 3-1   | 0-3     |
| Real Betis Balompié    | 1-0    | CD Malacitano    | 0-0   | 1-0     |

## Vuitens de final
11 i 18 de maig.
| Equip 1             | Global | Equip 2           | Anada | Tornada |
| ------------------- | ------ | ----------------- | ----- | ------- |
| FC Barcelona        | 4-6    | RCD Espanyol      | 1-2   | 3-4     |
| Atlético de Bilbao  | 3-4    | València CF       | 2-1   | 1-3     |
| Real Oviedo         | 3-3    | Reial Múrcia      | 2-1   | 1-2     |
| Reial Madrid        | 4-5    | Celta de Vigo     | 2-2   | 2-3     |
| CE Castelló         | 2-7    | Sevilla CF        | 1-2   | 1-5     |
| Llevant UE          | 4-3    | Granada CF        | 3-2   | 1-1     |
| Real Betis Balompié | 2-13   | Atlético Aviación | 1-5   | 1-8     |
| Reial Valladolid    | 3-3    | Reial Societat    | 1-0   | 2-3     |

- Desempat

| Equip 1          | Marcador | Equip 2        |
| ---------------- | -------- | -------------- |
| Real Oviedo      | 1-1, 3-2 | Reial Múrcia   |
| Reial Valladolid | 3-1      | Reial Societat |

## Quarts de final
25 de maig i 1 de juny.
| Equip 1        | Global | Equip 2           | Anada | Tornada |
| -------------- | ------ | ----------------- | ----- | ------- |
| RCD Espanyol   | 0-0    | Llevant UE        | 0-0   | 0-0     |
| València CF    | 9-3    | Sevilla CF        | 8-1   | 1-2     |
| Reial Societat | 2-1    | Atlético Aviación | 2-1   | 0-0     |
| Real Oviedo    | 3-4    | Celta de Vigo     | 3-2   | 0-2     |

- Desempat

| Equip 1      | Marcador | Equip 2    |
| ------------ | -------- | ---------- |
| RCD Espanyol | 3-0      | Llevant UE |

## Semifinals
8 i 15 de juny.
| Equip 1       | Global | Equip 2        | Anada | Tornada |
| ------------- | ------ | -------------- | ----- | ------- |
| Celta de Vigo | 1-6    | València CF    | 1-2   | 0-4     |
| RCD Espanyol  | 8-2    | Reial Societat | 6-0   | 2-2     |

## Final
| València CF                | 3 - 1 | RCD Espanyol      |
| -------------------------- | ----- | ----------------- |
| Mundo 9', 25' · Asensi 64' |       | Teruel 74' (pen.) |

## Campió
| Campions de la Copa d'Espanya 1941   |
| ------------------------------------ |
| · València Club de Futbol · 1r títol |